# Heliga serbiska upplysarnas och lärarnas synaxis kyrka
Heliga serbiska upplysarnas och lärarnas synaxis kyrka är en serbisk-ortodox kyrkobyggnad, belägen i staden och kommunen Aleksandrovac i regionen Šumadija och västra Serbien, i Serbien.
Kyrkan är helgad åt högtiden Heliga serbiska upplysarnas och lärarnas synaxis och tillhör Kruševacs stift.

## Historik
Grunden till kyrkan invigdes början av 1990-talet. Kyrkan fick sitt tak 25 år senare.

## Bilder

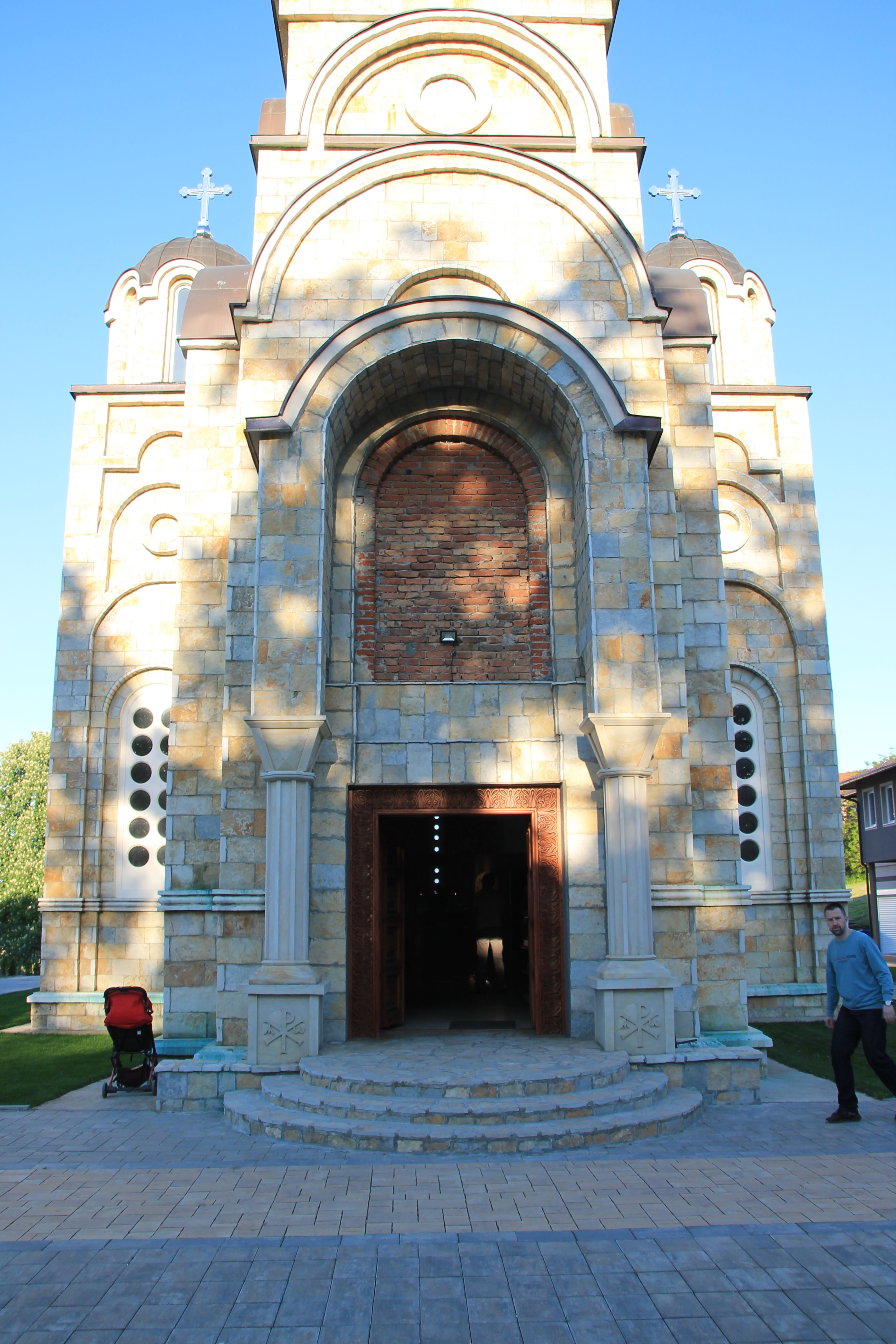
Framsidan och entrén.
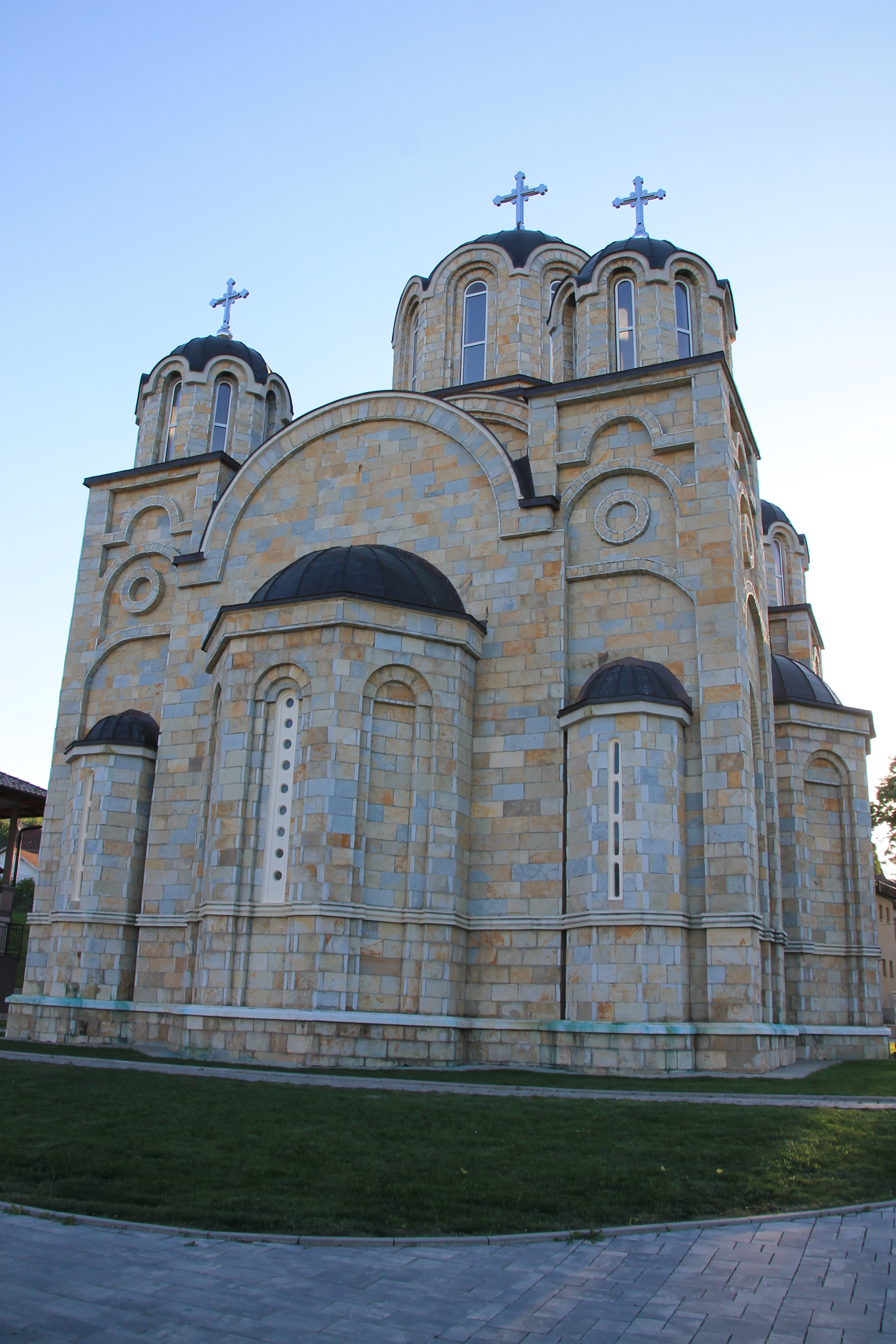
Baksidan och absiden.
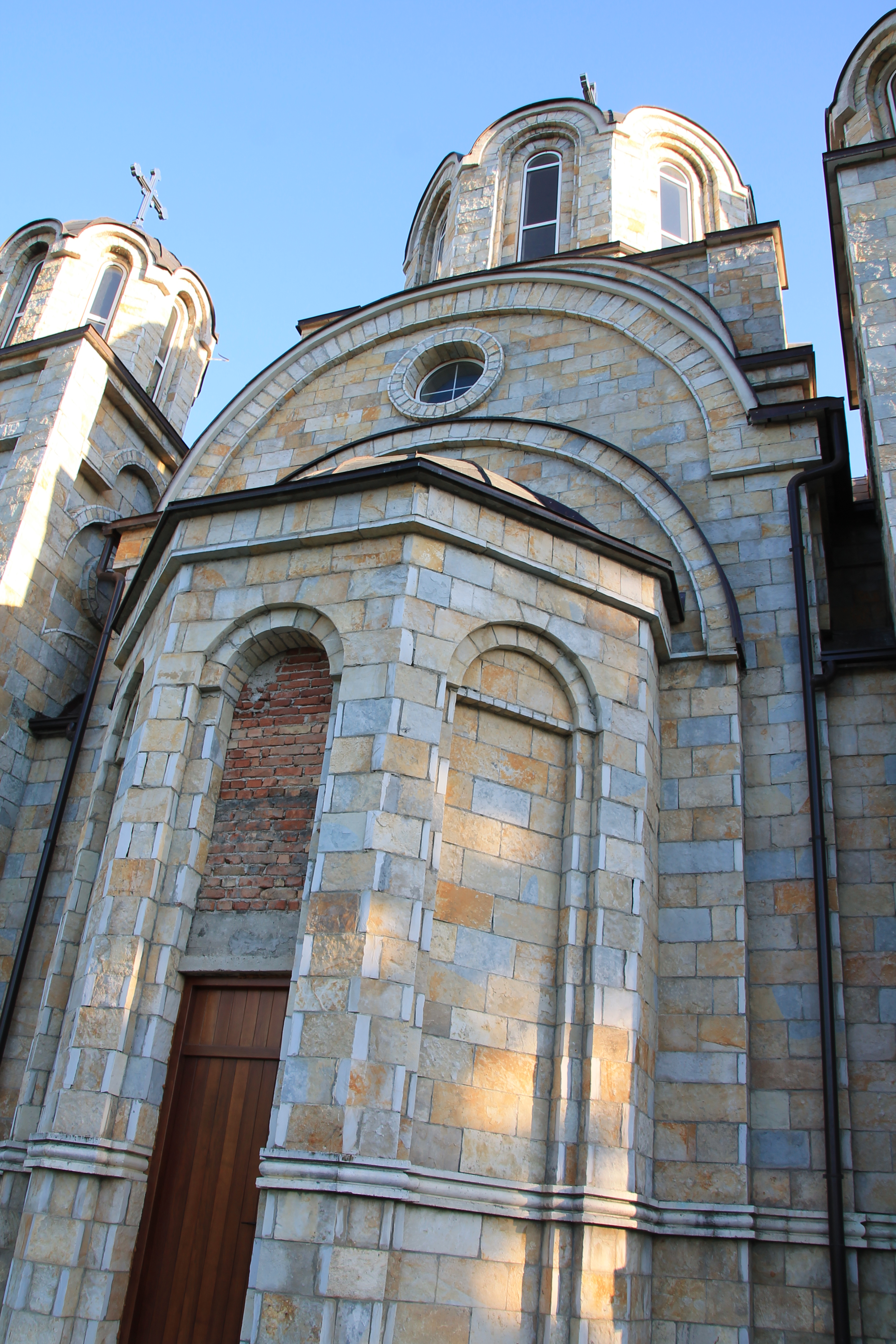
Närmare bild på fasaden.
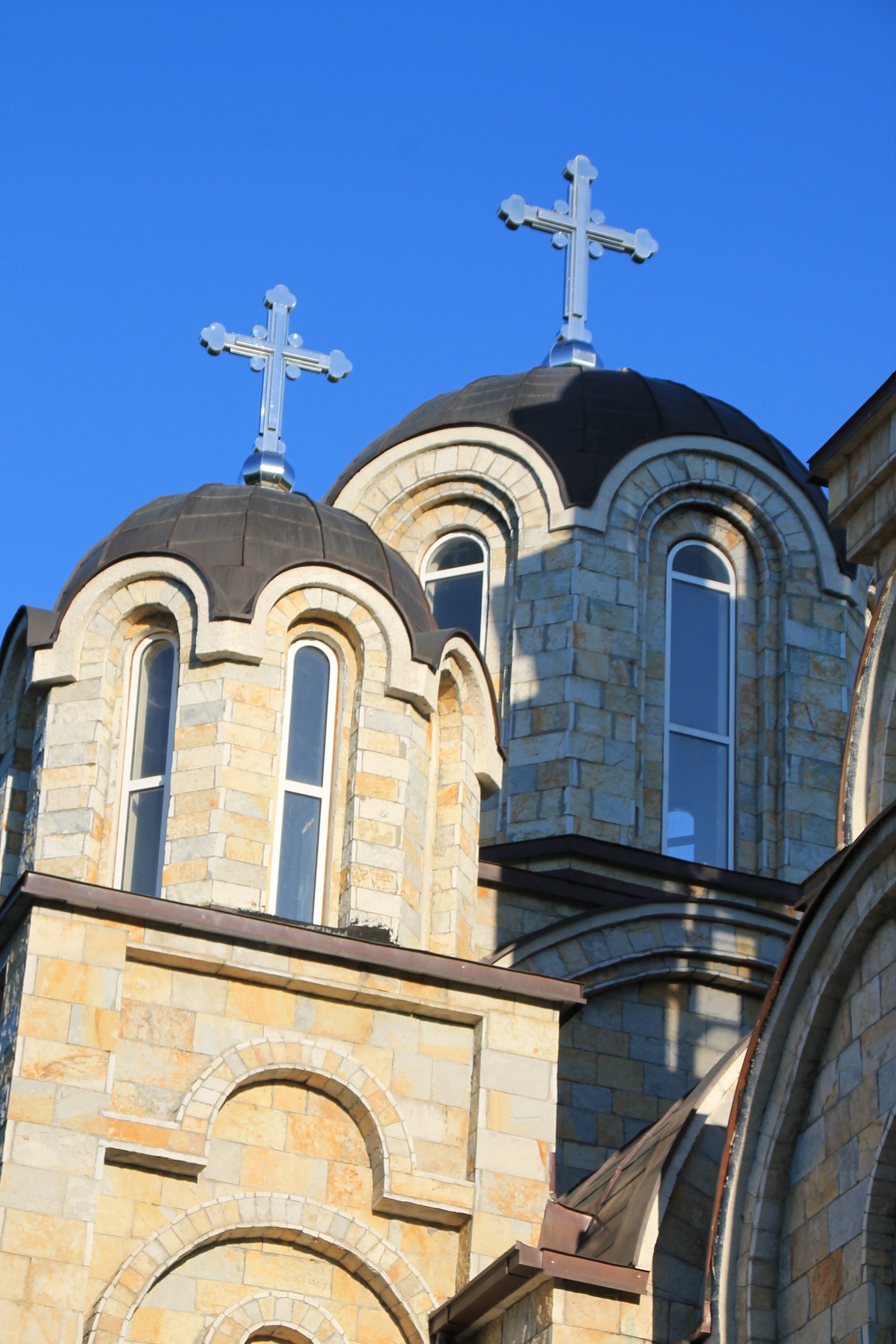
Närmare bild på två kupoler och kors.
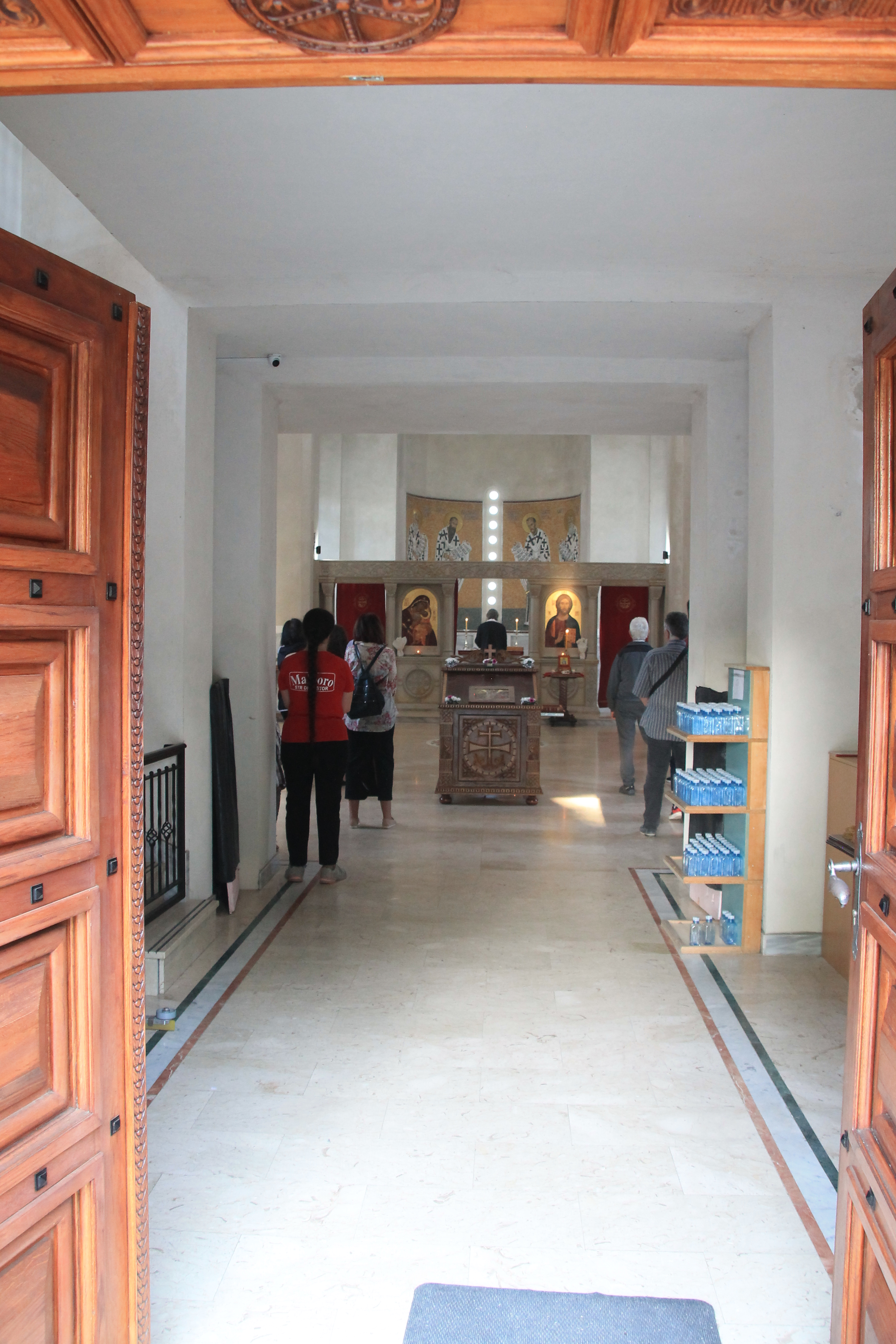
Kyrkans interiör mot ikonostasen.
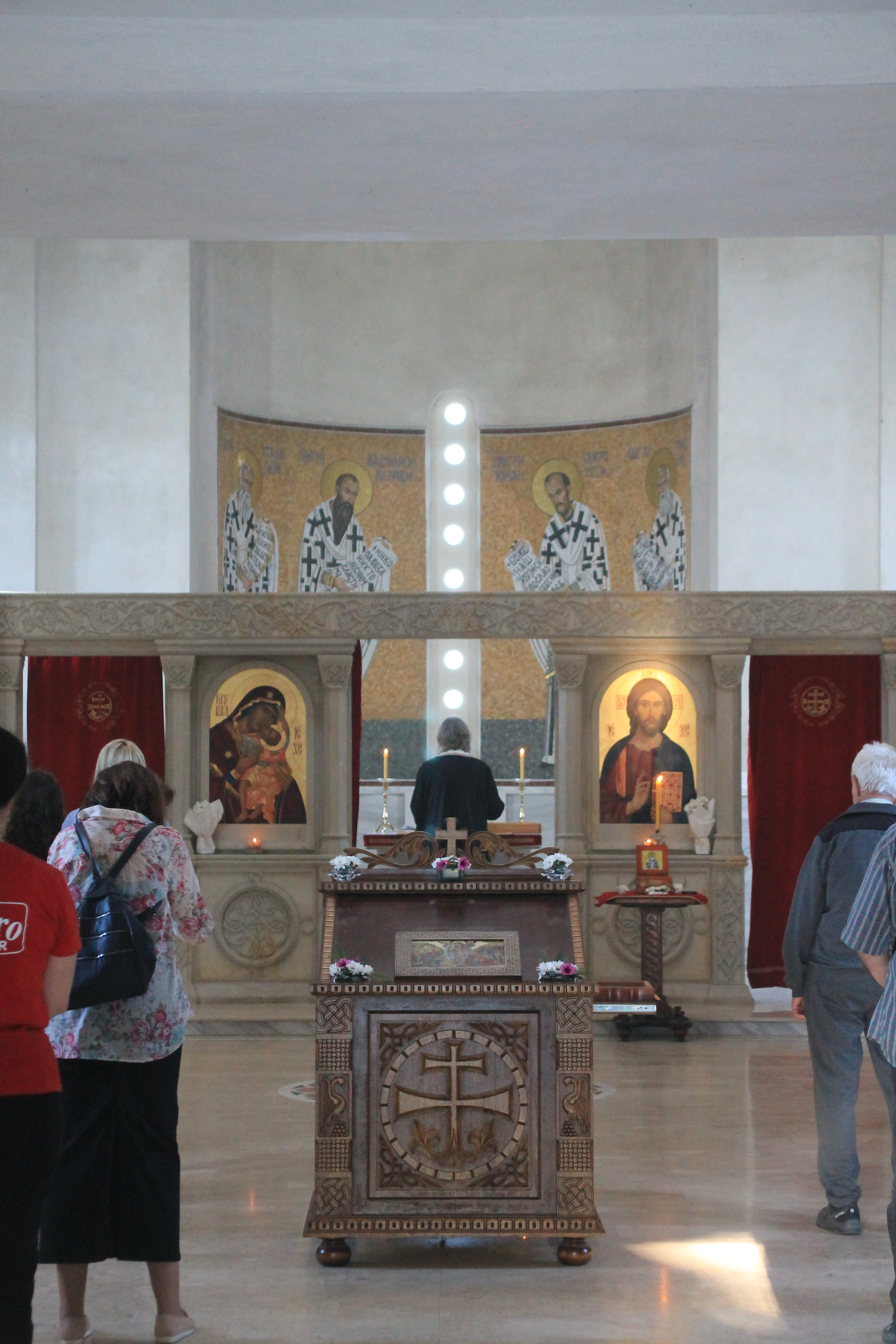
Ikonostasen.